# Luís Filipe Lindley Cintra
Luís Filipe Lindley Cintra ComL • GCIP (São Sebastião da Pedreira, Lisboa, 5 de março de 1925 – Sesimbra, 18 de agosto de 1991) foi um filólogo e linguista português.

## Biografia
Nasceu em Lisboa, na freguesia de São Sebastião da Pedreira. Era filho do empregado bancário Carlos Alberto Delesque Cintra, natural de Sintra (freguesia de Santa Maria e São Miguel), e de María de las Mercedes Delmar-Lindley Goicoechea, doméstica, natural de Hondarribia (Fuenterrabía), em Espanha. O seu pai era filho de um português e da francesa Joséphine Delesque; a mãe era filha de um inglês da pequena nobreza de Kent e de uma basca. Tinha como irmãs Maria Graziela Lindley Cintra Gomes (1932–2006) e Elizabeth Lindley Cintra (1926).
A 11 de setembro de 1947, casou na igreja paroquial de Santa Maria e São Miguel, em Sintra, com Maria Adelaide Féria dos Reis Valle (Campo Grande, Lisboa, c. 1923), doméstica, filha do médico Armando Augusto dos Reis Valle, natural de Lisboa (freguesia do Coração de Jesus), e de Maria Cândida Varela Féria dos Reis Valle, doméstica, natural de Serpa (freguesia de Santa Maria). Deste casamento nasceram três filhos, o actor Luís Miguel Cintra, Denis e Manuel Valle Cintra. Os dois divorciaram-se por sentença de 31 de julho de 1981.
Professor da Faculdade de Letras da Universidade de Lisboa (FLUL) desde 1951, onde se licenciou e doutorou em Filologia Românica, foi o principal responsável pela criação do Departamento de Linguística Geral e Românica, assim como da reforma do Centro de Estudos Filológicos, a partir de 1975, rebaptizado como Centro de Linguística da Universidade de Lisboa.
Lindley Cintra é incontestavelmente um nome de referência para o estudo e ensino da língua portuguesa, com uma actividade intelectual e científica que permanece como legado em suas numerosas obras, bem como no importante papel que desempenhou na orientação de investigadores e docentes.
A 24 de setembro de 1983 foi agraciado com o grau de Comendador da Ordem da Liberdade e a 28 de junho de 1988 com o grau de Grã-Cruz da Ordem da Instrução Pública.